# Lasioglossum smeathmanellum
Lasioglossum smeathmanellum är en biart som först beskrevs av Kirby 1802. Den ingår i släktet smalbin och familjen vägbin. Arten har ej påträffats i Skandinavien, men dess nära släkting mursmalbi (Lasioglossum nitidulum), som finns där, har tidigare misstagits för denna art. Inga underarter finns listade i Catalogue of Life.

## Beskrivning
Det breda huvudet, mellankroppen och till stor del även bakkroppen är metalliskt brungröna till blågröna. Benen är svarta hos båda könen. Hos honan drar bakkroppens färg mer åt rent grönt, medan den är mörkare med gröna skiftningar hos hanen. Clypeus har en vit fläck hos honan. Tergiterna och sterniterna på bakkroppen har ljust tegelfärgade bakkanter. Behåringen är vitaktig och tämligen gles. Kroppslängden är mellan 6 och 6,5 mm.

## Utbredning
Lasioglossum smeathmanellum finns i västra Europa från Irland, över Wales och England (med nordgräns i mellersta Skottland) till Mellaneuropa i öster. Söderut finns den i västra Iberiska halvön, vid Frankrikes medelhavskust och i Nordafrika. Den finns inte i Skandinavien, men den har tidigare förväxlats med släktingen mursmalbi (Lasioglossum nitidulum) i bland annat Danmark.

## Ekologi
Lasioglossum smeathmanellum är polylektisk, den hämtar nektar och pollen från blommande växter från flera olika familjer. I norra delen av artens utbredningsområde flyger honorna mellan mars och september, hanarna mellan juli och september.
Arten är inte social, men honorna bygger gärna sina bon i kolonier nära varandra. Bona grävs gärna ut i mjukt, mineraliskt material, som murbruk eller mjuka, vittrade klippor. Endast de parade unghonorna övervintrar.